# Fabian von Fersen (1762–1818)
Fabian Reinhold von Fersen, född 7 oktober 1762 i Stockholm, död 10 mars 1818 i Stockholm, var en svensk greve, politiker, militär, en av rikets herrar och överstekammarherre.

## Biografi
Fabian von Fersen var son till fältmarskalk Axel von Fersen d.ä. och Hedvig Catharina De la Gardie samt bror till Axel von Fersen d.y. Han gjorde en bildningsresa i Europa 1774–1777 och studerade en tid vid universitet i Strassburg.
Fabian von Fersen var under flera års tid älskare till Hedvig Elisabet Charlotta, ett förhållande som hertig Karl ska ha accepterat. Relationen med Fabian von Fersen inleddes troligen i slutet av 1780-talet, och finns bekräftad från omkring år 1790. Relationen med Fabian von Fersen tros ha avslutats vid hans giftermål 1797. Fabian von Fersen ryktades ha varit far till det barn hon miste genom ett missfall år 1792. Han gifte sig 1797 med hovfröken Louise Piper. Paret hade tre söner, Axel von Fersen (1798–1838), Fabian (1800–1800) och Hans von Fersen (1802–1839) och dottern Louise von Fersen som var den sista i ätten von Fersen. Sonen Hans hade dock flera utomäktenskapliga barn med Carolina Brunström.
von Fersen gjorde karriär i både militären, hovet och inom politiken. Från 1793 till 1802 var han överstekammarjunkare, och därefter från 1802 till 1810 överstekammarherre vid hovet. Han ingick i det följe som 1810 välkomnade den nye tronföljaren Karl August till Sverige. Han närvarade också vid dennes likfärd senare samma år.
Han blev sergeant vid Östgöta infanteriregemente 1767. 1771 fick han samma ställning vid Livgardet, där han sedan blev fänrik 1774, löjtnant 1778, stabskapten 1783, och kapten och kompanichef 1786. Han blev överste i armén och kaptenlöjtnant i survivans vid Livdrabantkåren och därefter sekundmajor vid Första livgardet 1792 och överstelöjtnant vid Göta livgarde 1793, överstelöjtnant och sekundchef för Svea livgarde 1796, och avsked ur armén samma år. Han ingick i Gustav IV Adolfs följe vid dennes resa till Ryssland 1796.
Fabian von Fersen var ledamot av ridderskapet och adeln vid riksdagarna 1789, 1800, 1809–1810, 1810, 1812, 1815 och 1817–1818. Han var ledamot av riksens ärenders allmänna beredning 1799–1809, fullmäktig i riksens ständers bank och bankofullmäktiges ordförande 1809–1810, och ledamot av interimsregeringen 1801, och slutligen ledamot av rikets allmänna ärenders beredning och beredningens ordförande 1809–1818. Han var också ledamot av Stockholms stads brandförsäkringskontors överstyrelse 1812. Som politiker nekade han den 13 mars 1809 Gustav IV Adolfs krav på banken om finansiering. Vid Fersenska mordet 1810 var han liksom sin syster utsatt för förföljelse i egenskap av gustavian. Det var också han som hos kungen begärde att hans mördade brors papper blev förseglade. Han och hans maka begärde sedan avsked från hovet.
Hans Gabriel Trolle-Wachtmeister beskriver honom som "broderns fullkomliga motsats. Pratsam, meddelsam, glad, men utan förbindlighet. Utan skymt av högdragenhet eller affektation, men framfusig och ohövlig, intresselös, utan tecken till bildning". Hedvig Ulrika De la Gardie, vars ombud han var när hennes make förvisades 1799, beskriver honom som nobel och generös. Skjöldebrand anger att han hade "åtskillige goda egenskaper, såsom ett rent och öppet väsende, uppriktighet och pålitlighet, men därjämte släktens medfödda anlag till höghet i sitt umgängessätt".